# Oporów (Wrocław)

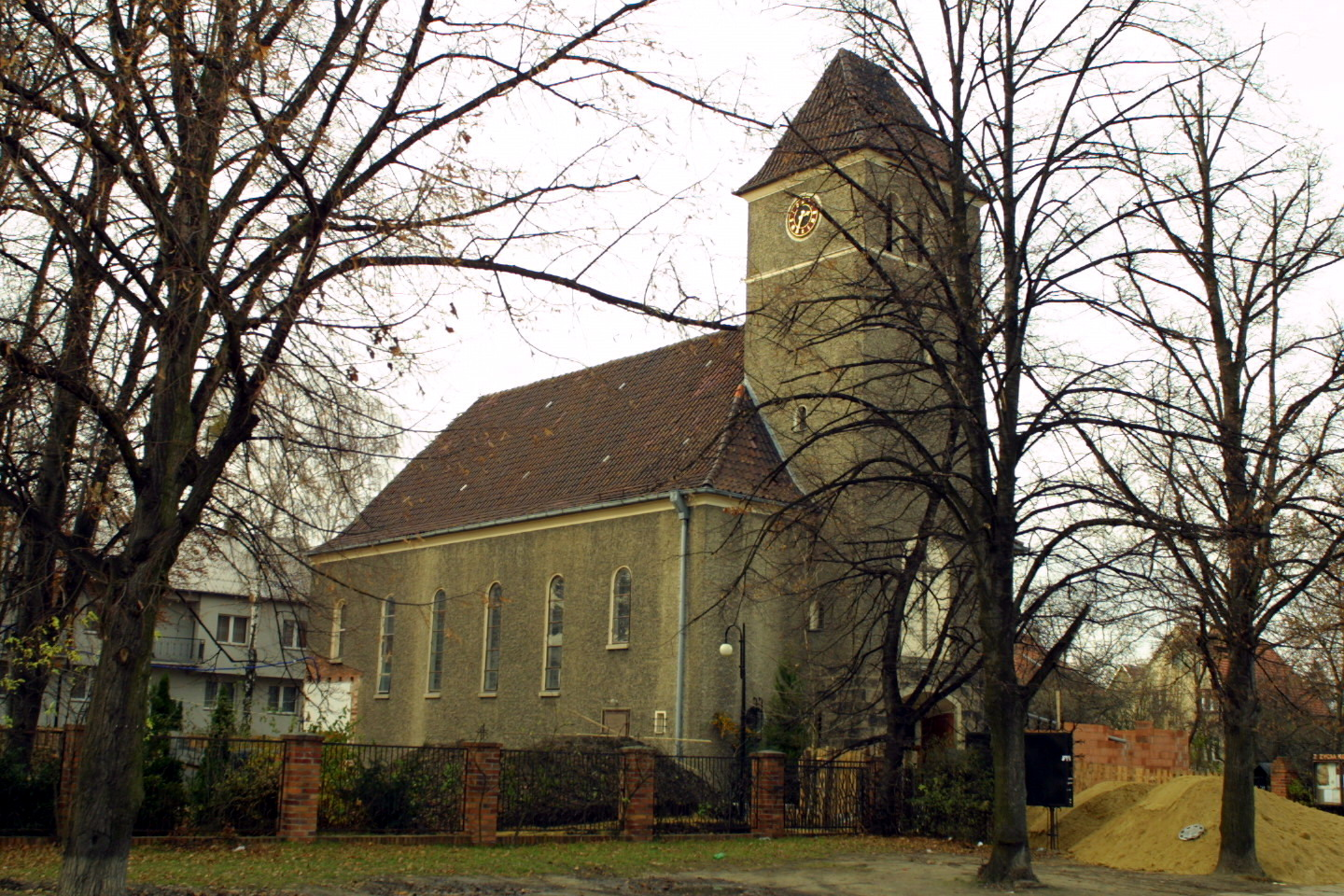
Kościół pw. św. Anny

Oporów (niem. Opperau) – osiedle Wrocławia położone w południowo-zachodniej części miasta. W granicach miasta od 1951.

## Nazwa
Pierwsza zachowana wzmianka na temat wsi pochodzi z łacińskiego dokumentu z 1218 roku notująca pierwotnie nazwę Oprovo. Później notowana również w 1240 Oporouo, 1295 Operow, 1301 Operaw, 1386 Opperaw, 1630 Oppern. Naukowcy uznają nazwę za patronimiczną wywodzącą się od imienia Opor.

## Komunikacja miejska[5]
Linie autobusowe:
A: Koszarowa (szpital) - Krzyki
D: Osiedle Sobieskiego - Giełdowa (Centrum Hurtu) 
107: Krzyki - Pracze Odrzańskie
119: Racławicka - Sołtysowice
125: Brochów - Tyniecka (Pętla)
132: Kromera - Oporów 
143: Kminkowa - Sępolno
319: Kamieńskiego (Pętla) - Klecina (Stacja kolejowa)
607: Zajezdnia Obornicka/Kwiska - Biskupice Podgórne (LG Energy Solution Wrocław I)
907: Oporów - Pietrzykowice-Sportowa/pętla
947: Oporów - Samotwór-Leśna
Linie tramwajowe:
4: Biskupin - Oporów [pętla znajduje się za granicą osiedla]
11: Kromera - Oporów [pętla znajduje się za granicą osiedla]
20: Leśnica - Oporów [pętla znajduje się za granicą osiedla]

## Historia
Wieś Oporów wzmiankowana miała być po raz pierwszy w latach 1201–1227 w dokumentach cystersów z Lubiąża, do których miała należeć. Jednak w wyniku badań przy tworzeniu broszury z okazji 800-lecia tegoż osiedla wyszło na jaw, że w tych dokumentach mowa była o Oporowie nazywającej się obecnie Prawików znajdującym się koło wsi Wołów (koło Trzebnicy). Datę faktyczną ustalono na 1211. Przez sześć stuleci, od 1208 do 1810, Oporów pozostawał w dyspozycji kapituły wrocławskiej. Mieszkańcy, zajmujący się głównie rolnictwem, hodowlą i sadownictwem, zaliczali się do wolnego chłopstwa (nie podlegali pańszczyźnie): pod koniec XVIII wieku we wsi zamieszkanej przez 156 osób w 26 domach znajdowały się również karczma i szkoła. Wieś przekształciła się w początkach XX wieku w osiedle willowe. Największy rozkwit przypada na lata trzydzieste, kiedy to na Oporowie bogaci mieszkańcy Wrocławia budowali sobie wille; byli to zazwyczaj kupcy i bankowcy. Już przed wojną powstała tu szkoła (obecnie ceglany budynek dawnej szkoły jest częścią Szkoły Podstawowej nr 15). Wtedy to powstała większość ulic (Oporów dotąd, jako wieś, obejmował jedynie obecną ulicę Wiejską). Jeszcze przed wojną powstał na Oporowie kościół katolicki, konsekrowany w 1938 roku przez abpa Adolfa Bertrama. Był on wówczas filią parafii muchoborskiej. Świątynia ewangelicka, dla której działkę przewidziano na rogu obecnych ulic Alei Piastów i Stanki, ostatecznie nie powstała. Po II wojnie światowej chętnie osiedlali się tu profesorowie wrocławskich uczelni, jak np. Tadeusz Mikulski, Władysław Czapliński, Jan Trzynadlowski czy Seweryn Wysłouch, przez co zyskał on specyficzną atmosferę i elitarny charakter. Był nazywany "osiedlem profesorskim".
W latach 1945 do 1951 Oporów podlegał pod Gminę Smolec.
W roku 1951 wieś włączono w granice Wrocławia (w tym samym czasie włączono: w bezpośrednim sąsiedztwie Oporowa Muchobór Wielki i Klecinę, a także Bieńkowice, Brochów, Jagodno, Ołtaszyn, Wojszyce, Miłostków/Marzanów, Sołtysowice, Wojnów, Zakrzów i Zgorzelisko). W tym celu wybudowano most (w miejscu, w którym znajdował się podobny most przed II wojną światową). Most okazał się mieć za małą nośność, przez co plany doprowadzenia na Oporów linii tramwajowej spełzły na niczym. Reaktywowano również kościół (tuż po wojnie było na jego miejscu boisko do koszykówki). Na stanowisko proboszcza powołano księdza Hieronima Feichta.
W październiku 2002 roku osiedle Oporów liczyło 5888 mieszkańców, w 2005 około 6,2 tys.

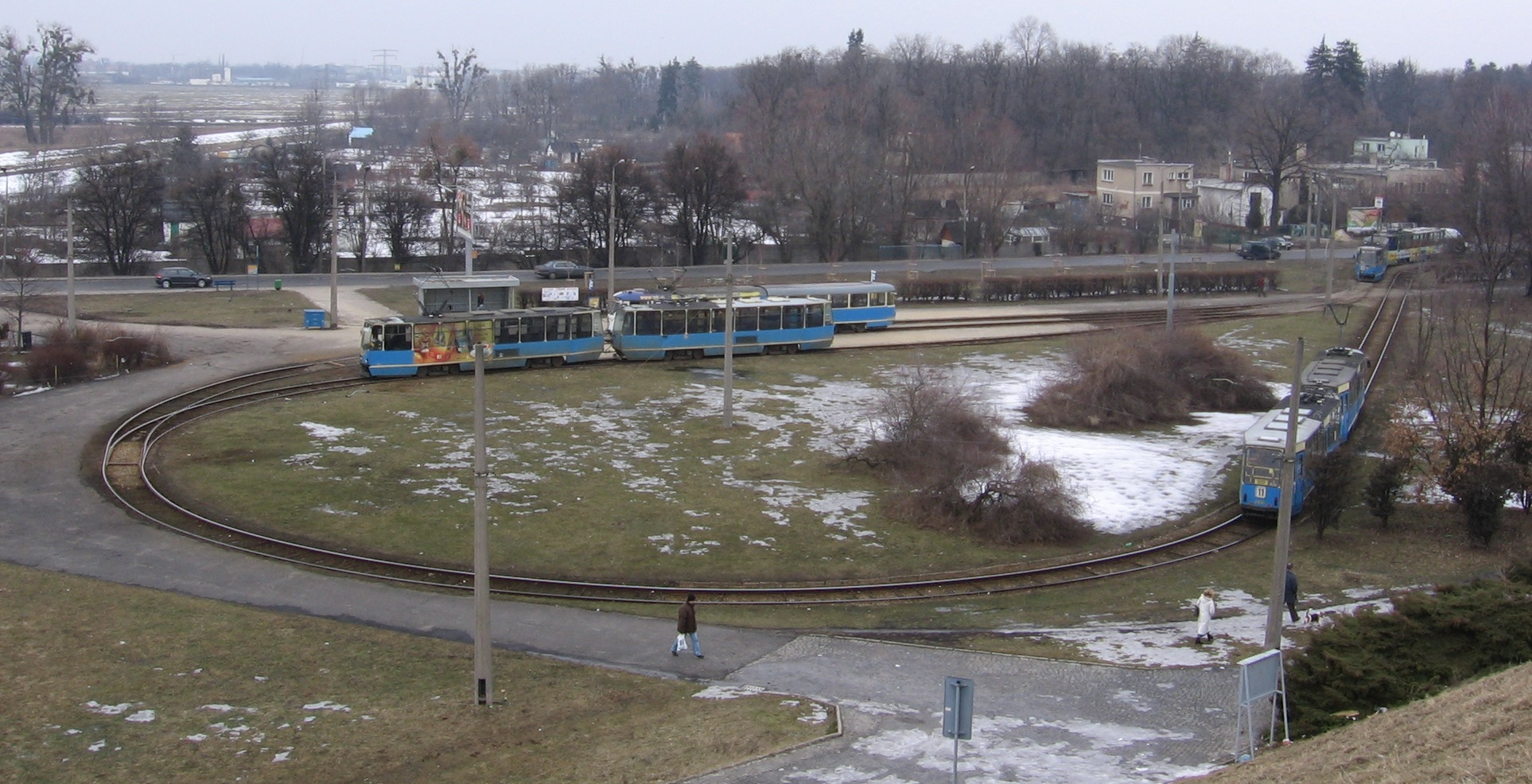
Pętla tramwajowa Oporów przed remontem.

Granice osiedla wyznacza od wschodu rzeka Ślęza, od północy tory kolejowe linii do Jaworzyny Śląskiej i Wałbrzycha, granica południowa przebiega przez niezagospodarowane obszary w okolicach ulicy Kowalskiego (Oporów) i Jutrzenki (Klecina), a zachodnia pokrywa się z granicą administracyjną miasta, oddzielającą je od podwrocławskiej wsi Mokronos Dolny, do której wiedzie droga wojewódzka nr 347.
Główne ulice: Solskiego (główna oś osiedla i dojazd z centrum miasta), Wiejska (dojazd z Muchoboru Wielkiego), Karmelkowa (dojazd z Kleciny), Aleja Piastów (planowane jeszcze od czasów niemieckich połączenie z osiedlem Krzyki). Przy ulicy Karmelkowej, na terenach po koszarach Armii Czerwonej, znajduje się Dolnośląskie Centrum Hurtu Rolno-Spożywczego.
Dojazd do osiedla możliwy jest z pięciu kierunków: od północy ulicą Grabiszyńską (od strony centrum Wrocławia), z północnego zachodu Ibn Siny Avicenny (od strony Muchoboru Wielkiego), z południowego zachodu Mokronoską (droga nr 347 prowadząca od Kątów Wrocławskich), z południowego wschodu Karmelkową (od strony Kleciny) lub ze wschodu przez most pomiędzy Aleją Piastów a Racławicką (od strony Krzyków). Transport publiczny umożliwia dojazd tramwajami 4, 5, 20 (pętla tramwajowa znajduje się tuż za północną granicą osiedla, nad Ślęzą) oraz autobusami miejskimi A, D, 107, 125, 143, 325 i autobusami nocnymi 247 i 251.

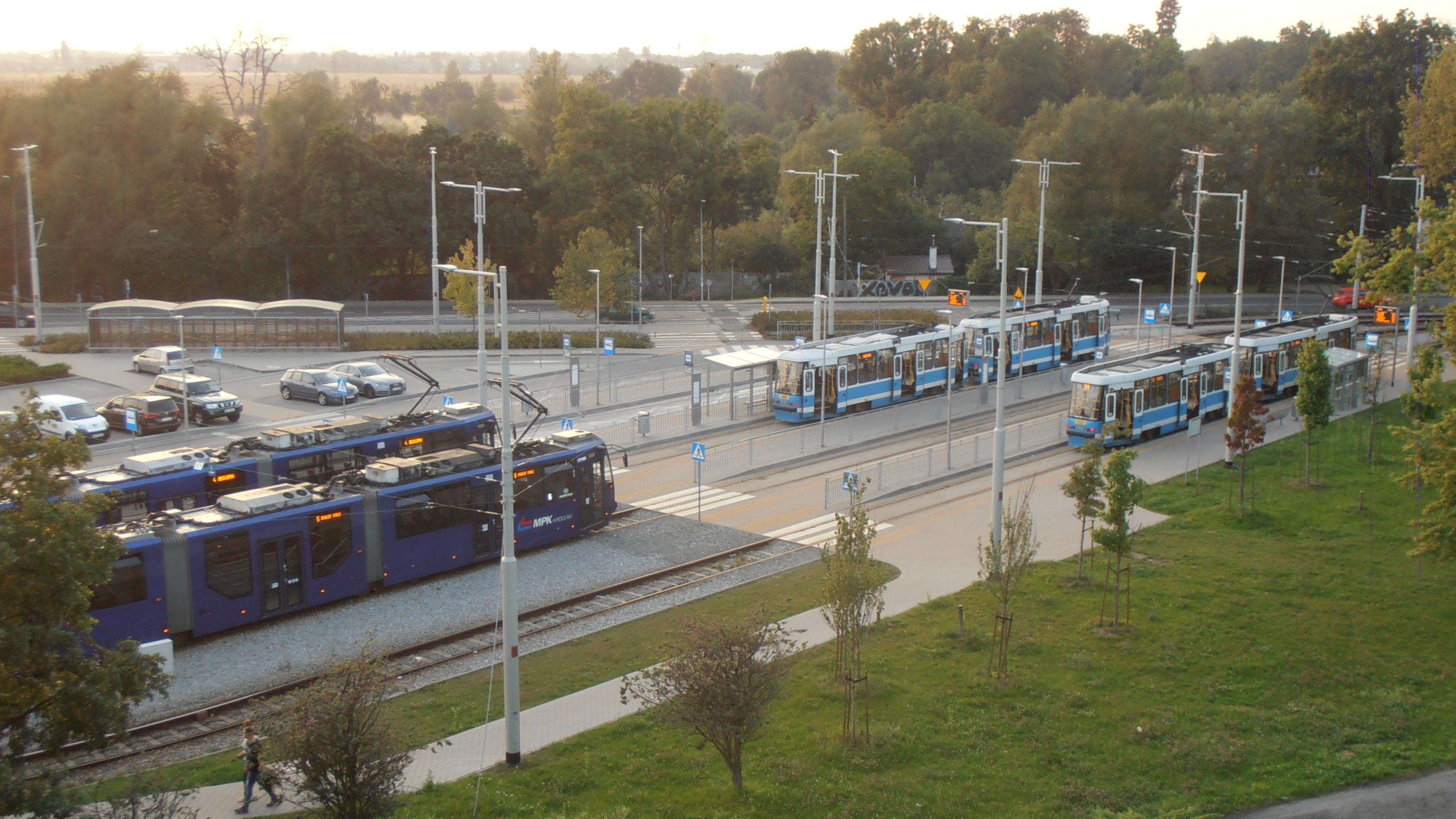
Pętla tramwajowa Oporów po remoncie

W 2015 roku wyremontowano pętlę tramwajową. Aktualnie składa się z peronu dla wysiadających, 3 peronów dla wsiadających (linie 4, 5, 20) oraz 2 podwójnych peronów autobusowych. Pośrodku pętli powstał parking Park&Ride, a przystanek autobusowy po drugiej stronie został wyremontowany. Nowa pętla posiada parking rowerowy, przebiega przez nią chodnik dla pieszych i ścieżka rowerowa.
Z końcem października 2016 roku oddano do użytku nowy most przez rzekę Ślęzę łączący Aleje Piastów z ulicą Racławicką.

## Zabytki
- Dwór szachulcowy z poł. XVI wieku, ul. Wiejska 17 – użytkowany dawniej jako siedziba zarządcy majątku kapituły wrocławskiej. Dawniej w sieni znajdował się kamienny gotycki portal, który został skradziony w 1997 roku[11]. Jest to jeden z najstarszych budynków szachulcowych w Polsce.